# Knižní veletrh v Göteborgu
Knižní veletrh v Göteborgu (švédsky Bok & Bibliotek či Bokmässan) je každoročně pořádaný knižní veletrh ve druhém největším švédském městě Göteborgu, jenž se uskutečňuje na výstavišti Svenska Mässan.

## Charakteristika

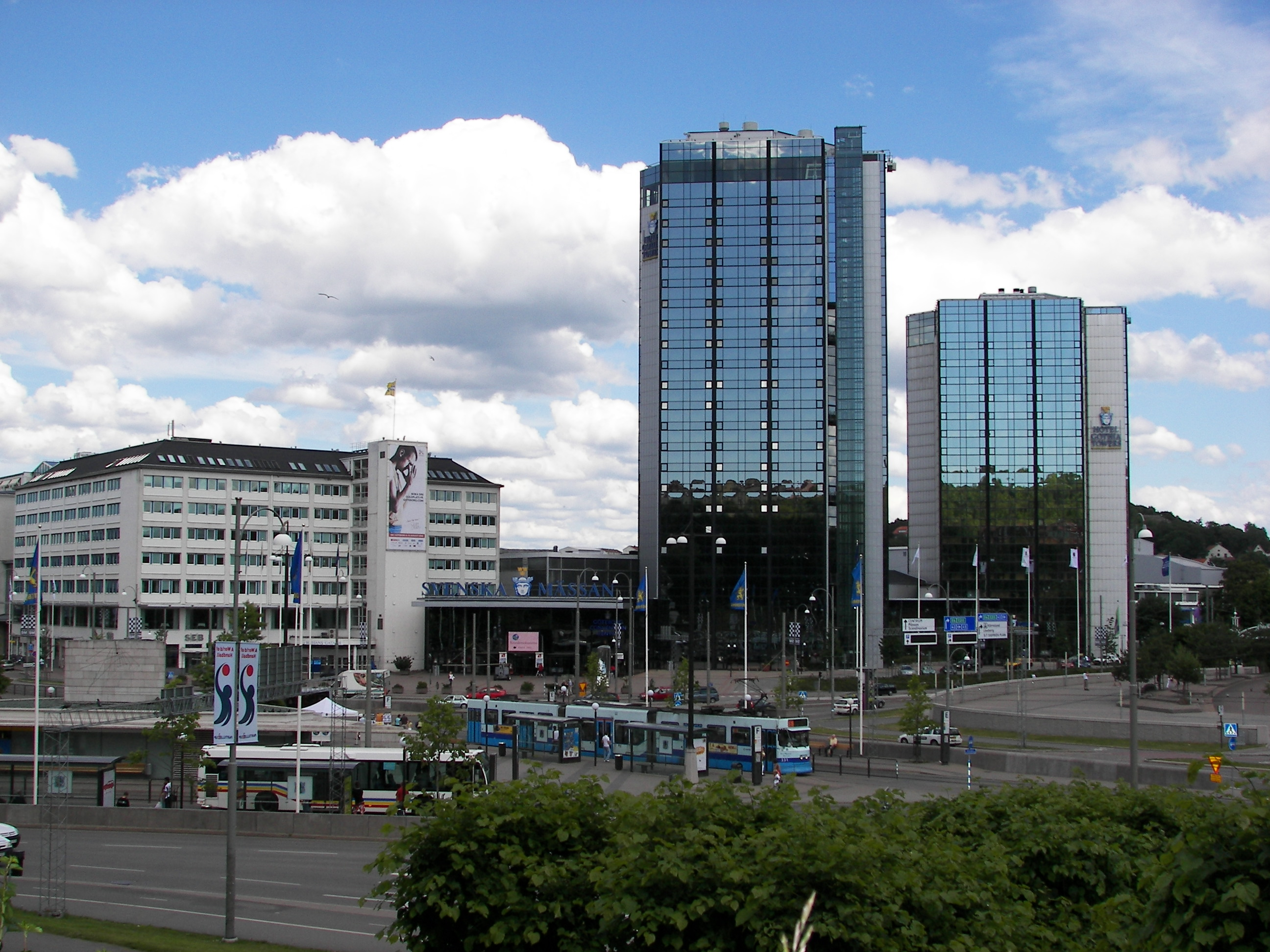
Místo konání Svenska Mässan / Gothia Towers

Silná tradice postavení knihoven v severských zemích se zrcadlí v názvu, který obsahuje slovo „Bibliotek“ (knihovna vedle „Bok“ – knihy). První ročník se uskutečnil v roce 1985. Přednostně byl zaměřen na odbornou veřejnost – knihovníky a učitele. Postupně se rozrostl v největší knižní veletrh ve Skandinávii, a po frankfurtském festivalu, také ve druhý největší na evropském kontinentu.
Obvykle se odehrává poslední zářijový týden. Veletrhu se účastní kolem několika set vystavovatelů a návštěvnost dosahuje hranice jednoho sta tisíc osob. V roce 2012 obdržel grant Švédského kulturního institutu (Kulturrådet). Zúčastnilo se jej 99 136 osob a 935 vystavovatelů z 27států prezentovalo knihy na ploše 12 850 m2. Program zahrnoval také 3 069 doprovodných akcí a odborné semináře.
Řada obchodních schůzek s agenty se odehrává mimo vystavovatelské plochy, v klidnějším prostředí Mezinárodního centra práv (International Rights Center). Členka organizačního výboru Ewa Bråtheová daný rok uvedla, že návštěvnost již dosáhla maxima a o další nárůst veletrh z kapacitních důvodů nestojí.

## Galerie

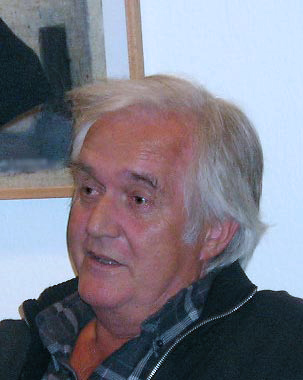
Henning Mankell, 2005
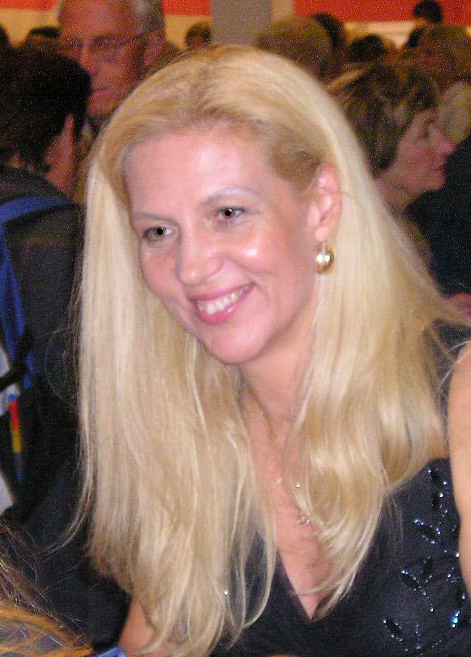
Liza Marklundová, 2005
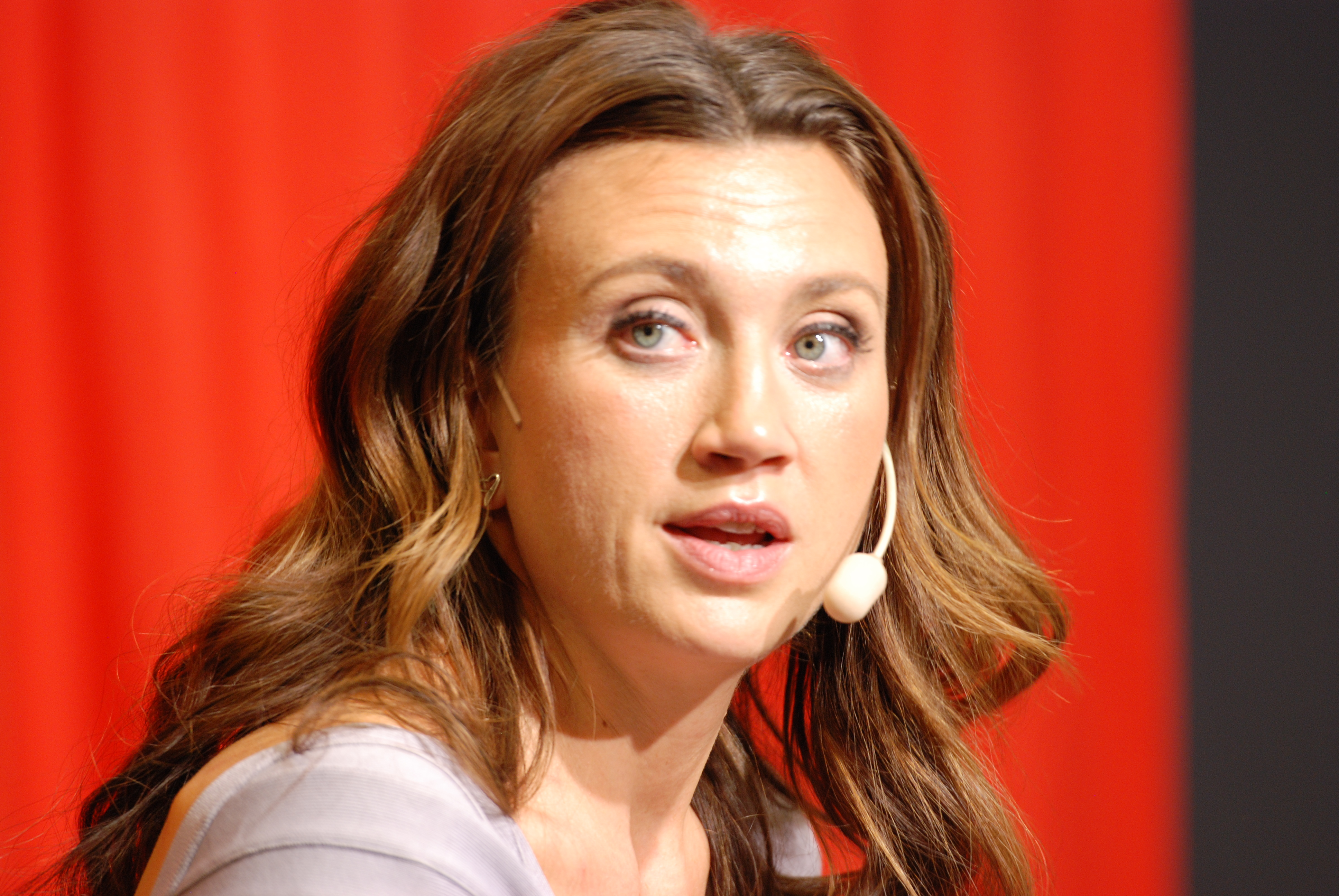
Camilla Läckberg, 2013
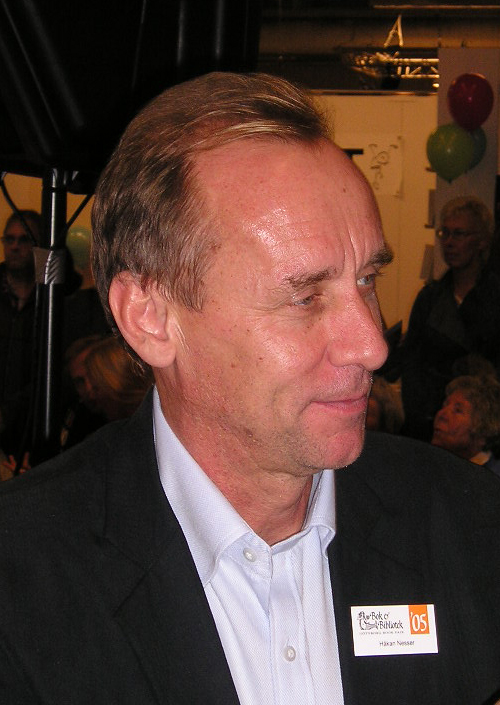
Håkan Nesser, 2005
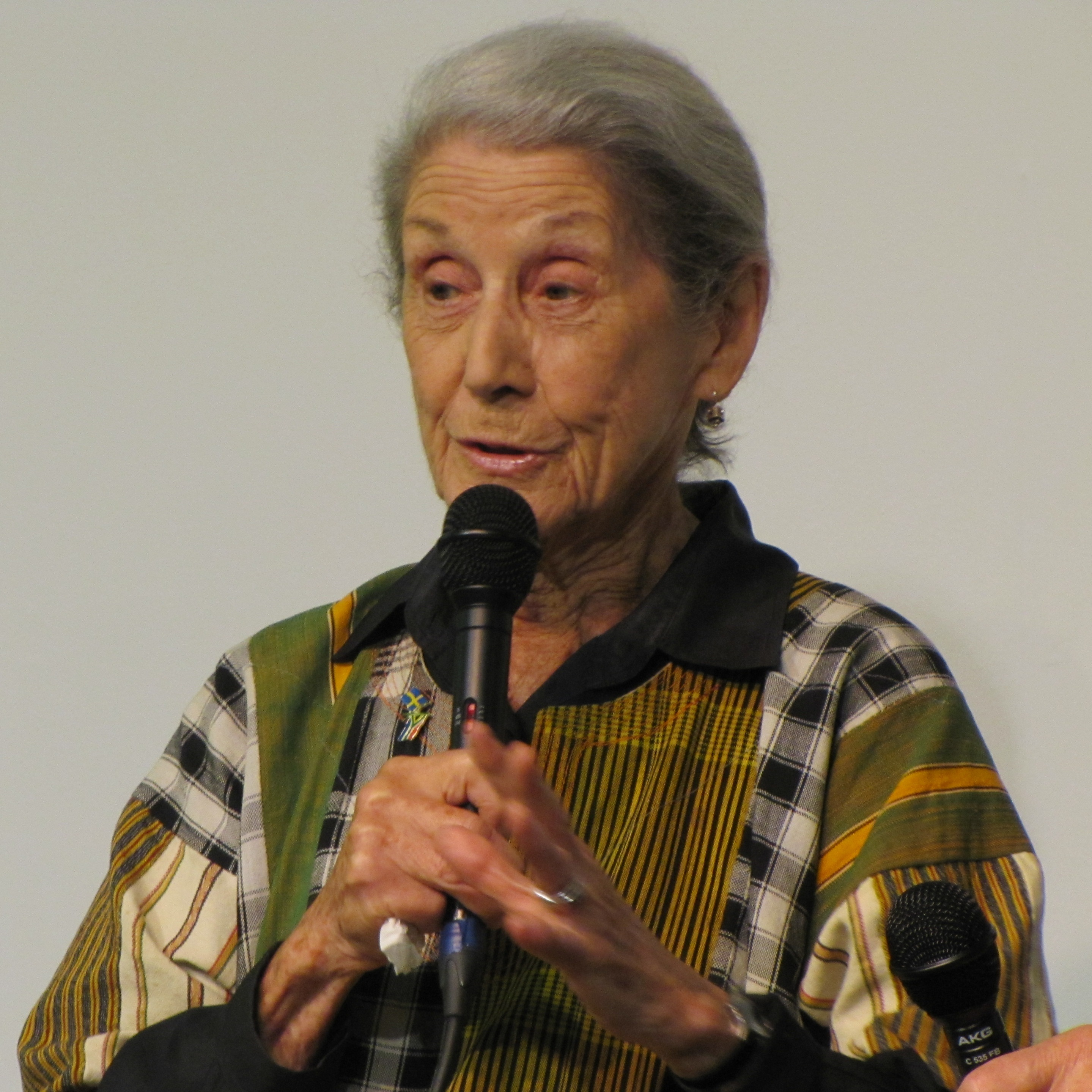
Nadine Gordimerová, 2010
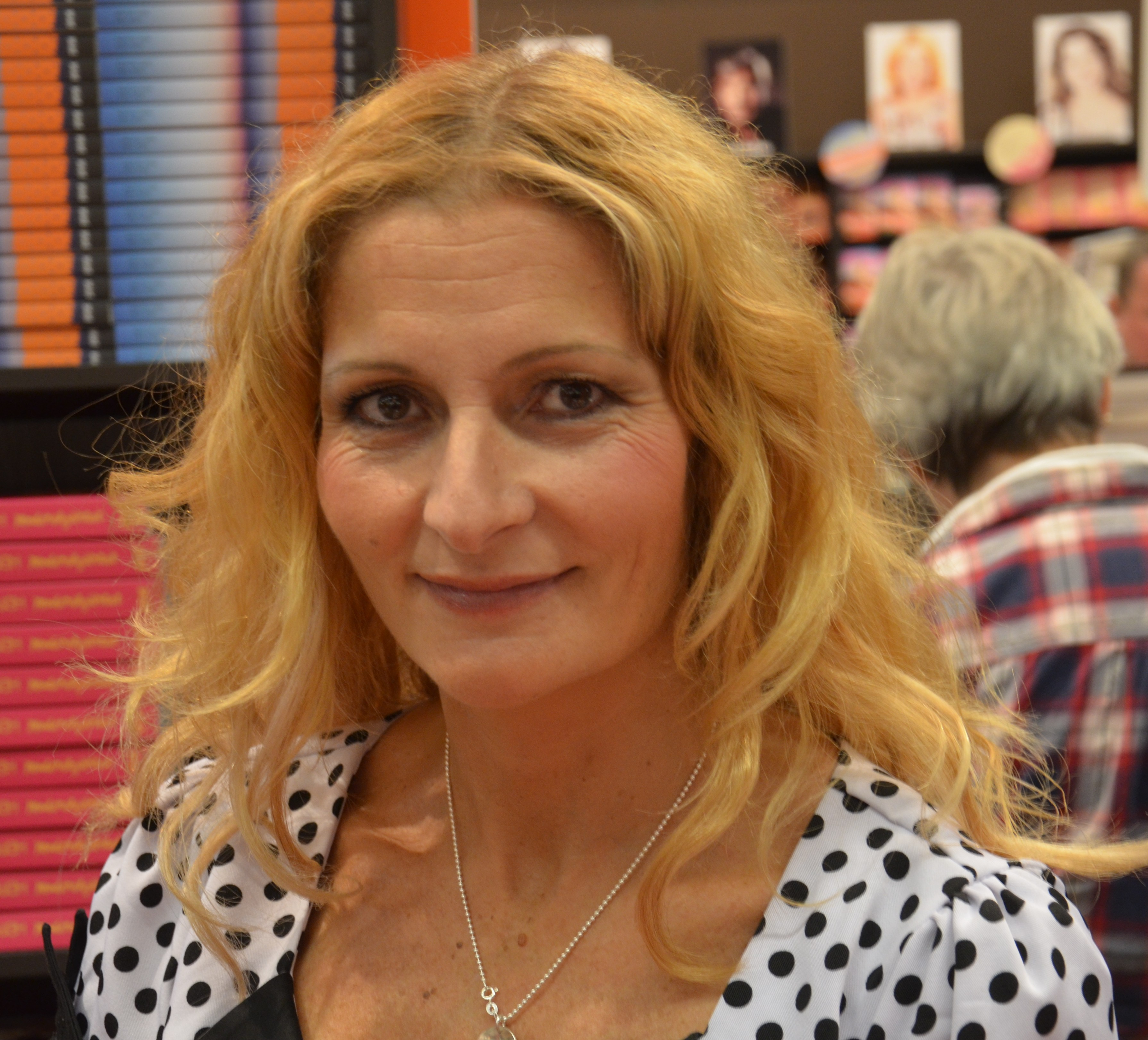
Katerina Janouch, 2012
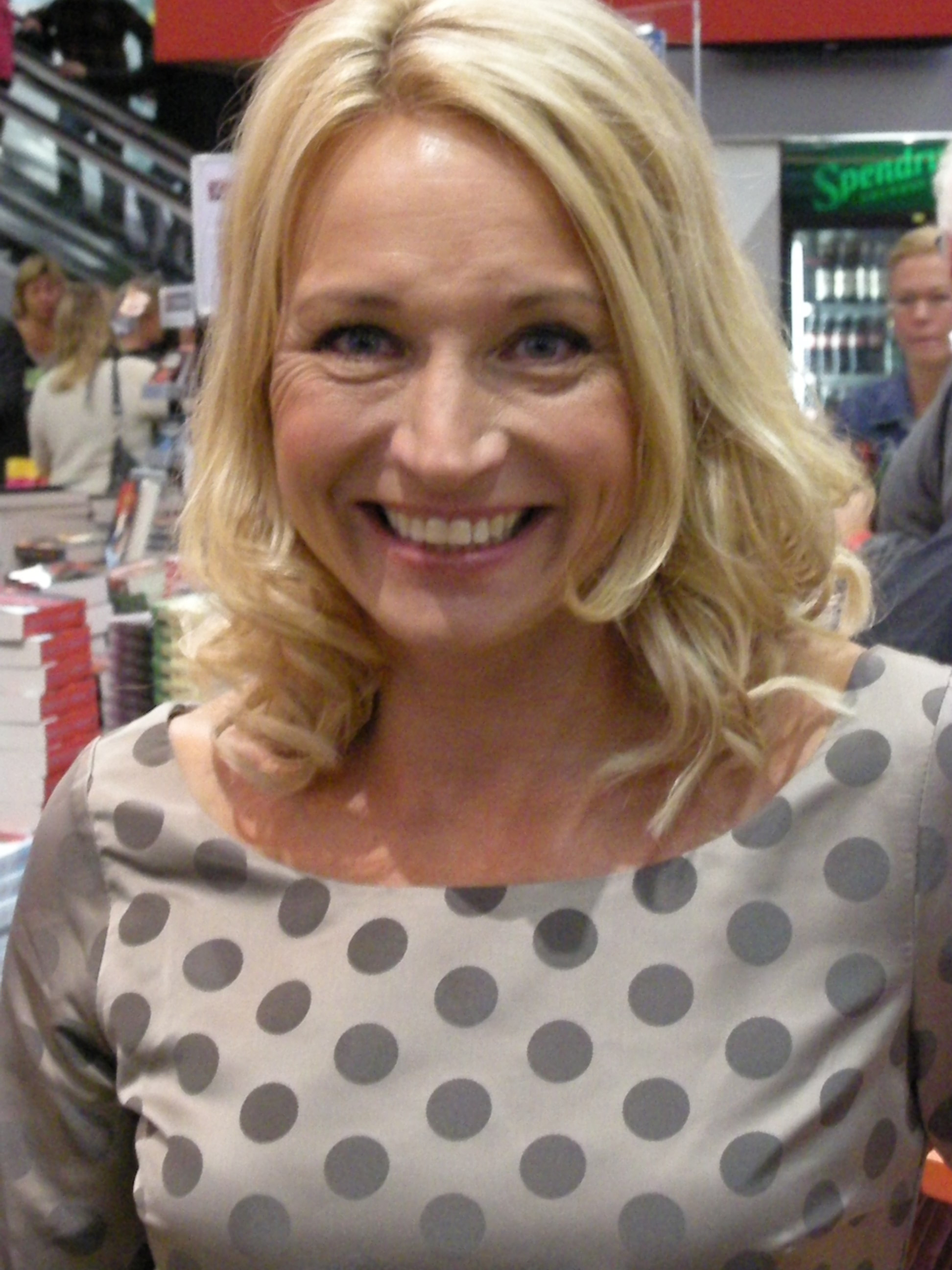
Martina Haagová, 2012
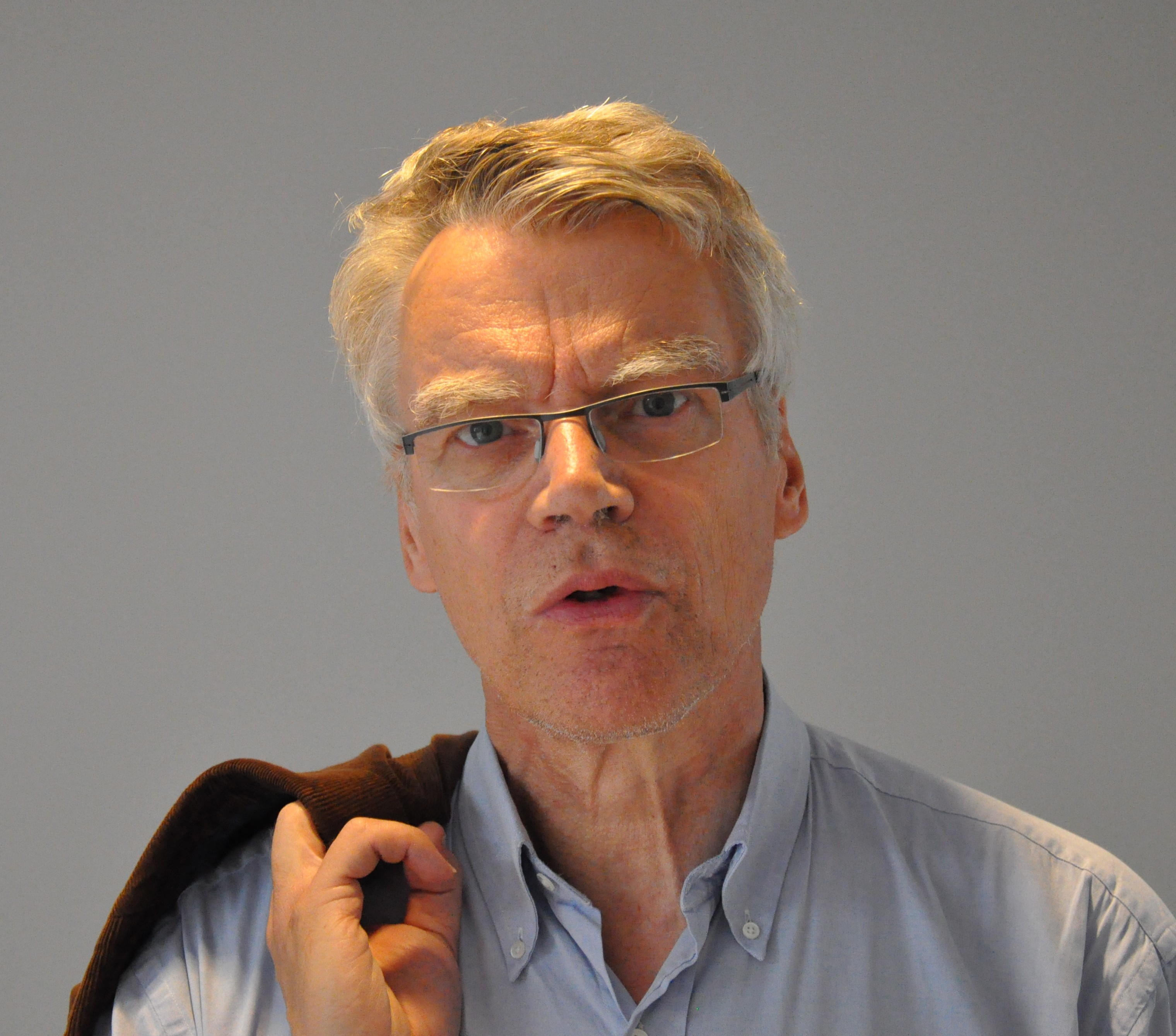
Jonas Hallberg, 2011
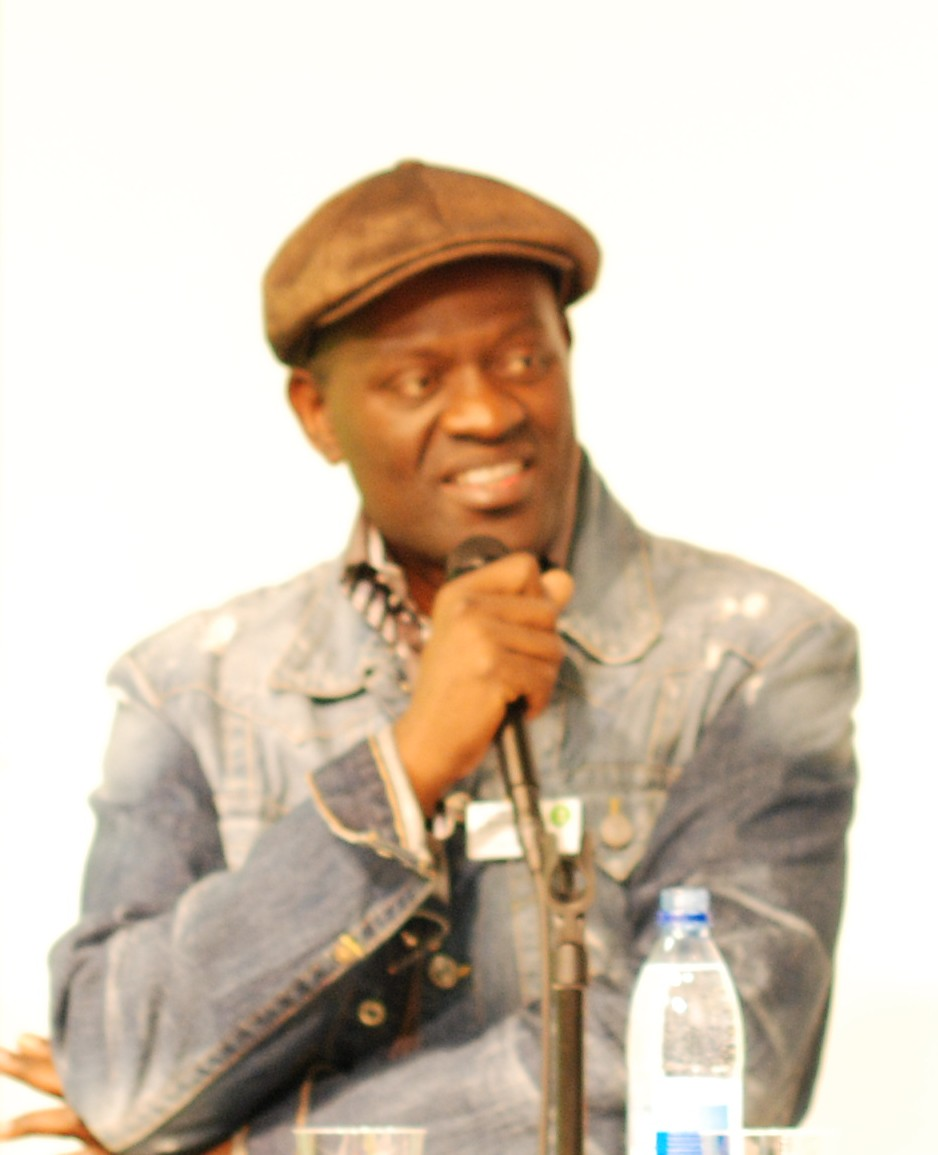
Alain Mabanckou, 2010
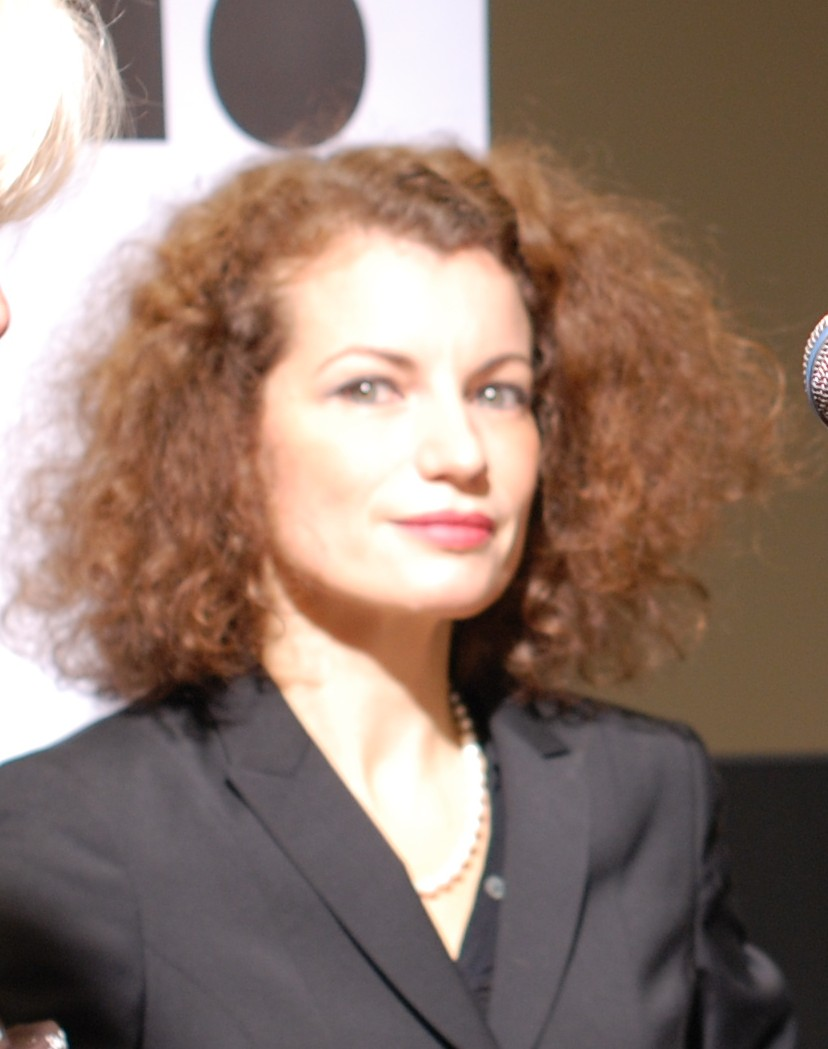
Alexandra Coelho Ahndorilová, 2010